# Peleduj
Peleduj (rusky Пеледуй, jakutsky Пеледуй) je řeka v Jakutské republice v Rusku. Je 398 km dlouhá. Povodí má rozlohu 14 300 km².

## Průběh toku
Pramení a protéká po jihozápadním okraji Prilenské planiny. Je to levý přítok Leny.

## Vodní režim
Zdrojem vody jsou sněhové srážky. Nejvyšších vodních stavů dosahuje od května do června. Průměrný roční průtok vody ve vzdálenosti 33 km od ústí činí 47,6 m³/s. Zamrzá v říjnu až v listopadu a rozmrzá v květnu.

## Využití
Nedaleko ústí v rajónu vesnice Peleduj se vyrábí sůl.